# Bóveda craneal

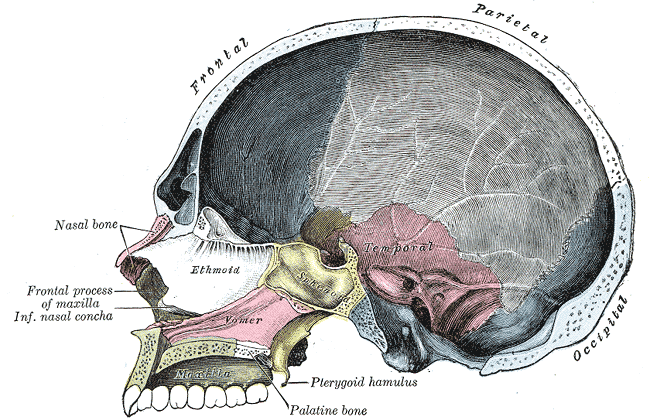
Sección sagital de un cráneo humano, mostrando la bóveda craneal

La bóveda craneal es el espacio en el cráneo dentro del neurocráneo, ocupado por el cerebro. En humanos, la medida y forma del cerebro, pueden ser afectadas por la medida de la bóveda, como es mostrado en la craneometría, pero estudios que la relacionan a la inteligencia no han encontrado ninguna evidencia concluyente. La bóveda también es llamada "tapa del cráneo" o incluso calvaria, aunque estos nombres se refieren correctamente a la porción superior del cráneo solamente.

## Desarrollo
En humanos, la bóveda craneal está compuesta imperfectamente en bebés, lo cual permite que la gran cabeza humana pase a través del canal de nacimiento. Durante el nacimiento, los varios huesos conectados por el cartílago y los ligamentos solo se moverán relativamente el uno al otro. Las porciones abiertas entre los huesos más importantes de la parte superior de la bóveda, llamadas fontanelas, normalmente quedan blandas hasta dos años después del nacimiento. 
Cuando las fontanelas se cierran, la bóveda pierde parte de su plasticidad. Las suturas entre los huesos quedan hasta los 30 a 40 años de edad, permitiendo el crecimiento del cerebro. La medida de la bóveda craneal es directamente proporcional a la medida de cráneo y se desarrolla tempranamente.
La medida y forma del cerebro y de la bóveda circundante permanecen bastante plásticas a medida que el cerebro crece en la niñez. En varias sociedades antiguas, la forma de la cabeza era alterada por razones estéticas o religiosas atando tela o tablas apretadas alrededor de la cabeza durante la infancia. No se sabe si tal deformación craneal artificial tiene un efecto en la capacidad mental.

## Evolución

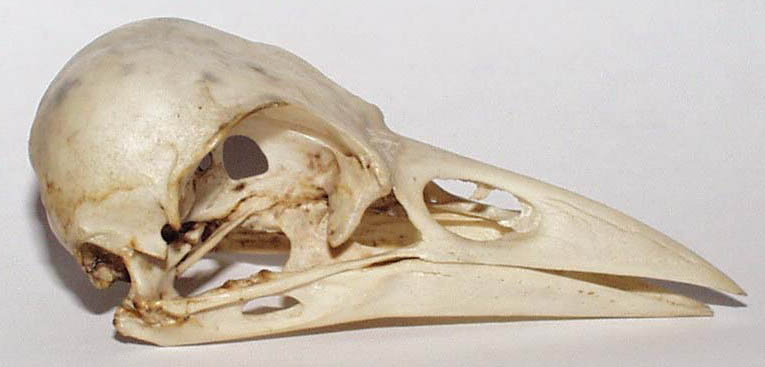
Cráneo de corneja negra, mostrando la bóveda alargada encontrada en pájaros.

La bóveda craneal está compuesta del endocráneo, que forma las partes basales, coronado por el techo craneal en vertebrados de tierra.
En los peces no existe ninguna bóveda craneal perceptible como tal, el cráneo está compuesto de huesos acoplados holgadamente. La bóveda craneal como una unidad distinta surgió con la fusión del techo craneal y el endocráneo en los primeros laberintodontes. En anfibios y reptiles la bóveda es bastante pequeña y discreta, solo formando bóvedas apropiadas en mamíferos y aves.